# Vixen (casa di produzione)
Vixen, formalmente inserita nel Vixen Media Group, è una casa di produzione statunitense di contenuti rivolti al mercato del cinema pornografico. È stato fondata nel luglio 2016 dal regista ebreo francese Greg Lansky, diventando la terza società del suo gruppo, dopo Tushy e Blacked, seguita successivamente da Deeper.

## Storia della società
Il gruppo Vixen Media Group è stato fondato nel 2014 dall'imprenditore e regista francese Greg Lansky, che allora agiva come amministratore delegato delle società GL Web Media e Strike 3 Holdings. Lansky ha raccontato che il suo intento era quello di creare e sviluppare contenuti di maggiore qualità i quali potessero essere considerati più "artistici" rispetto ai canoni tradizionali del cinema per adulti.
Benché la prima casa di produzione creata è stata Blacked nel 2014, a questa è seguita l'anno successivo Tushy e, nel 2016, Vixen. I tre siti condividono lo stesso stile di produzione di alta qualità e sono distribuiti dalla Gamma Broadcast Group.
Il 14 gennaio 2020 il consiglio di amministrazione del Vixen Media Group ha annunciato che il cofondatore Greg Lansky ha venduto la sua intera partecipazione della società per dedicarsi ad altre attività imprenditoriali.
Alcune delle sue produzioni più note sono After Dark, Club VXN, Natural Beauties 5, Racks, Threesome Fantasies, Threesome Fantasies 2, Young and Beautiful, Young and Beautiful 3 o Young Fantasies.

## Azioni legali
Nel 2017 la Strike 3 Holdings, capogruppo proprietaria della Vixen Media Group, ha intentato una causa davanti al tribunale federale di Manhattan per fermare la violazione del copyright contro i soggetti che hanno scaricato e diffuso illegalmente su siti e portali non registrati. Il contenzioso si è risolto con un accordo transattivo tra le parti.

## Siti
La Vixen Media Group possiede e gestisce otto siti o brands, ciascuno con un proprio argomento e delle proprie tecniche di regia e produzione. Inseriti in ordine di pubblicazione, questi sono Blacked a tema interraziale, Tushy a tema anale, Vixen, Blacked Raw, Tushy Raw, Deeper, Slayed a tema omosessualità femminile, Milfy a tema MILF e Wifey a tema Scambismo.

## Riconoscimenti
La società ha vinto numerosi premi tra i quali:
AVN Awards
- 2017 - Best Anthology Movie per Natural Beauties[22]
- 2017 - Best Director - Non-Feature a Greg Lansky per Natural Beauties[22]
- 2017 - Best New Imprint[22]
- 2018 - Best Ingénue Movie per Young Fantasies 2[23]
- 2018 - Best New Series per Young and Beautiful[23]
- 2019 - Best Anthology Movie per Icons[24]
- 2019 - Best Drama per After Dark[24]
- 2021 - Best Ingénue Movie Or Anthology per Young Fantasies 5[25]
- 2022 - Best Anthology Series Or Channel per Natural Beauties [26]

XBIZ Awards
- 2017 - Best New Studio[27]
- 2018 - Studio Of The Year[28]
- 2019 - Vignette Release Of The Year per After Dark[29]

XRCO Award
- 2017 - Best Gonzo Movie per Natural Beauties[30]
- 2022 - Best Release per Psycosexual [31]
- 2022 - Best Star Showcase per Influence: Emily Willis[32]